# 인효론
인효론(人效論, Ex Opere Operantis)이란 수행자의 행위에 따라서(by the work of the worker)라고 번역된다. 성사의 효력이 그 성사를 집행하거나 받는 사람의 신앙적 상태나 도덕성에 따라 달라진다는 신학적 개념이다. 이는 성례의 은총이 집전자의 성덕이나 의도에 영향을 받는다는 이론이다. 뿐만 아니라 성사 수령자의 신앙이 성사의 은총을 받는 데 영향을 미친다는 이론이다. 성례를 받는 행위에 있어서 수령자의 적절한 태도가 은총의 수여로 이끈다. 성례의 효력은 성례를 집행하는 자의 영적 선함에 의존한다라는 것이다. 중세 공로사상의 핵심에 이 주장이 있다. 사효론과 함께 로마카톨릭교회에서 사용된다.